# シアウ島
シアウ島（Siau）はインドネシアのスラウェシ島北部にあるサンギヘ諸島の島の一つ。スラウェシ島から130km程北のセレベス海に存在する。
島の北部は火山のカランゲタン山になっており、この火山はインドネシアでも最も活動的である。
シアウ島の人口は2010年の時点で40,758人であった。近年、島内固有のシアウメガネザルの生息地であることが発見された。

## 集落
島は北スラウェシ州のサンギヘ諸島県に属している。島内の村落にはUlu Siauの街とBaru、Batuwawang、Bebali (Bubali)、Beong、Hiu、Kahawungan、Kanawong、Korakora、Lai、Lehi、Ondang、Ondong、Paniki、Pehe、Peliang、Salili、Tempuna、Totoの村などの集落が存在する。